# Fabio Carta
Fabio Carta (né le 6 octobre 1977 à Turin) est un patineur de patinage de vitesse sur piste courte italien.

## Jeux olympiques
- Jeux olympiques d'hiver de 2002 à Salt Lake City  États-Unis:
  -  Médaille d'argent en relais sur 5000m.